# After Sex
After Sex (bra: Acompanhados) é um filme de comédia e drama romântico estadunidense de 2007 sobre vários casais tendo conversas após o sexo. Ele mostra a complexidade das relações modernas contada através de oito casais separados. Através do diálogo e situações comprometedoras, o filme vai do início de uma relação com o termino de um, e examina cada estágio no meio.

## Enredo
Christopher e Leslie são um casal que faz sexo sem compromisso. Depois de mais uma noite juntos, eles debatem e discutem sobre o significado de seu relacionamento e da natureza do sexo vs amor, com cada um deles afirmando que o outro é o único a desenvolver sentimentos, antes de ambos, finalmente, dizerem "eu te amo" um para o outro.
Freddy e Jay são dois rapazes universitários que, depois de terem relações sexuais, discutem sobre Jay recusando-se a admitir que ele é gay, até Freddy falar a ele sobre sua adolescência onde escondia sua homossexualidade por medo de ser rejeitado e diz a Jay que mesmo que ele não fosse honesto com os outros sobre a sua orientação sexual, ele tem que ser honesto consigo mesmo.
Kristy e Sam são um casal de adolescentes quem acabou de fazer sexo pela primeira vez no quarto de Kristy e depois de uma conversa fiada, Sam tem que se esconder quando a mãe de Kristy, Janet, aparece para uma conversa sobre sexo com Kristy.
Nikki e Kat são duas colegas da faculdade que estão em uma relação sexual onde Nikki permite Kat a fazer sexo oral nela, mas insiste que ela não é lésbica, enquanto Kat admite que ela é, mas concorda em esconder o fato de seus pais.
Trudy e Gene são um casal de meia-idade, inter-racial que fazem sexo em um parque natural e, durante a caminhada de volta, falar sobre como eles se conheceram em uma orgia durante a "revolução sexual" dos anos 1970 e sobre seus filhos, que parecem não compreender o seu estilo de vida sexual ativa.
Neil e Bob são um casal gay de 30 e poucos anos que fazem sexo no apartamento de Neil e então dirigem para a casa de Bob, eles discutem seus papéis como homens gays em um relacionamento, uma vez que eles ambos têm diferentes origens e carreiras; Neil é o vocalista de uma banda de rock cabelo e Bob é um treinador de futebol da escola.
David e Jordy são um ex-casal que se conheceram em um motel barato para o sexo, onde David defende sua infidelidade e seu ato mulherengo como a pessoa que ele é, enquanto Jordi é uma mulher perturbada que não consegue deixar seu ex, apesar do conhecimento de sua traição sem remorso.
Marco e Alanna são dois estranhos que fazem sexo depois de se encontrar em uma boate, eles chegam no loft de Marco onde eles aprendem mais sobre o outro, mas Marco é logo perturbado pela admissão de Alanna seu amor por sexo com estranhos por dinheiro.

## Elenco
- Marc Blucas como Christopher
- Charity Shea como Leslie
- Tanc Sade como Freddy
- Noel Fisher como Jay
- Natalie Marston como Kristy
- Dave Franco como Sam
- Mila Kunis como Nikki
- Zoe Saldana como Kat
- Jeanette O'Connor como Trudy
- John Witherspoon como Gene
- Timm Sharp como Neil
- James DeBello como Bob
- Keir O'Donnell como David
- Emmanuelle Chriqui como Jordy
- Jose Pablo Cantillo como Marco
- Taryn Manning como Alanna
- Jane Seymour como Janet, mãe de Kristy
- Mariah Bruna como Raya
- Alexandra Cheron como Jennifer